# Roberto Mesa
Roberto Mesa Garrido (Sevilla, 12 de marzo de 1935 - Madrid, 25 de febrero de 2004) fue un internacionalista y jurista español, catedrático de Derecho Internacional Público y Relaciones Internacionales de la Universidad Complutense de Madrid y profesor de la Escuela Diplomática.
Fue autor de obras como El colonialismo en la crisis del XIX español (Editorial Ciencia Nueva, 1967); Vietnam, conflicto ideológico (Editorial Ciencia Nueva, 1968); Las revoluciones del Tercer Mundo (1971); Vietnam, treinta años de lucha de liberación (1973); La rebelión colonial (1974); Teoría y Práctica de Relaciones Internacionales (Taurus Ediciones, 1977); La lucha de liberación del pueblo palestino (1978); Jaraneros y alborotadores. Documentos sobre los sucesos estudiantiles de febrero de 1956 en la Universidad Complutense de Madrid (Editorial de la Universidad Complutense, Madrid, 1982) o Democracia y política exterior en España (Eudema, 1988); entre otras, además de colaborador en publicaciones periódicas como Cuadernos para el Diálogo —de la que fue considerado uno de sus «principales comentaristas internacionales»—, Triunfo, Cuadernos del Ruedo Ibérico, Esprit, Cambio 16, El País, Diario 16, Leviatán, El Sol o Temas para el Debate.